# Sphaerodoropsis sphaerulifer
Sphaerodoropsis sphaerulifer är en ringmaskart. Sphaerodoropsis sphaerulifer ingår i släktet Sphaerodoropsis och familjen Sphaerodoridae. Inga underarter finns listade i Catalogue of Life.